# Рославичі
Росла́вичі — село в Україні, в Обухівському районі Київської області. Населення становить 447 осіб.

## Історія
За переказами село було засноване в І-й половині ХІІ ст. (за синів Володимира Мономаха) на монастирській землі і належало Києво-Печерській лаврі. Згодом все населення становило вільне козацтво. 

Як свідчить український краєзнавець Лаврентій Похилевич у праці «Сказания о населенных местностях КИЕВСКОЙ ГУБЕРНИИ» (1864 рік, наводиться мовою оригіналу): 
«РОСЛАВИЧИ село в 3-х верстах от Гвоздова, при истоках ручья Рославки, расположено между горами. Жителей обоего пола 1173. Среди самого селения на возвышеной горе уцелели остатки старинного замка, состоящие из земляных валов, а равнина к югу от Рославич усеяна камнями, оставшимися от каких-то зданий. Это место ныне называется Городком. По мнению местного священника, Рославичи есть сокращенное Ростиславичи и обязаны своим основанием одному из князей этого имени. Село до 1787 года принадлежало Киево-Софийскому монастырю».
Сучасний дослідник історичної психології Мирослав-Любомир Чепа, автор гіпотези Велтмана-Чепи вважає, що село було «княжим містом» Ростислава Всеволодовича, який загинув неподалік у річці Стугні в 1093 році.

Парафіяльна церква Преображенська була побудована в 1721 році старанням священика Василя Куцевича і ченців, як це зазначено на напрестольній гробниці, а також було вказано на церковних дверях. Цю церкву через її велику старість розібрали в 1859 році, а на її місці у 1860 році збудували нову дерев'яну церкву на цегляному фундаменті. Вона була освячена благочинним Стефаном Попелєвим 30 липня. 

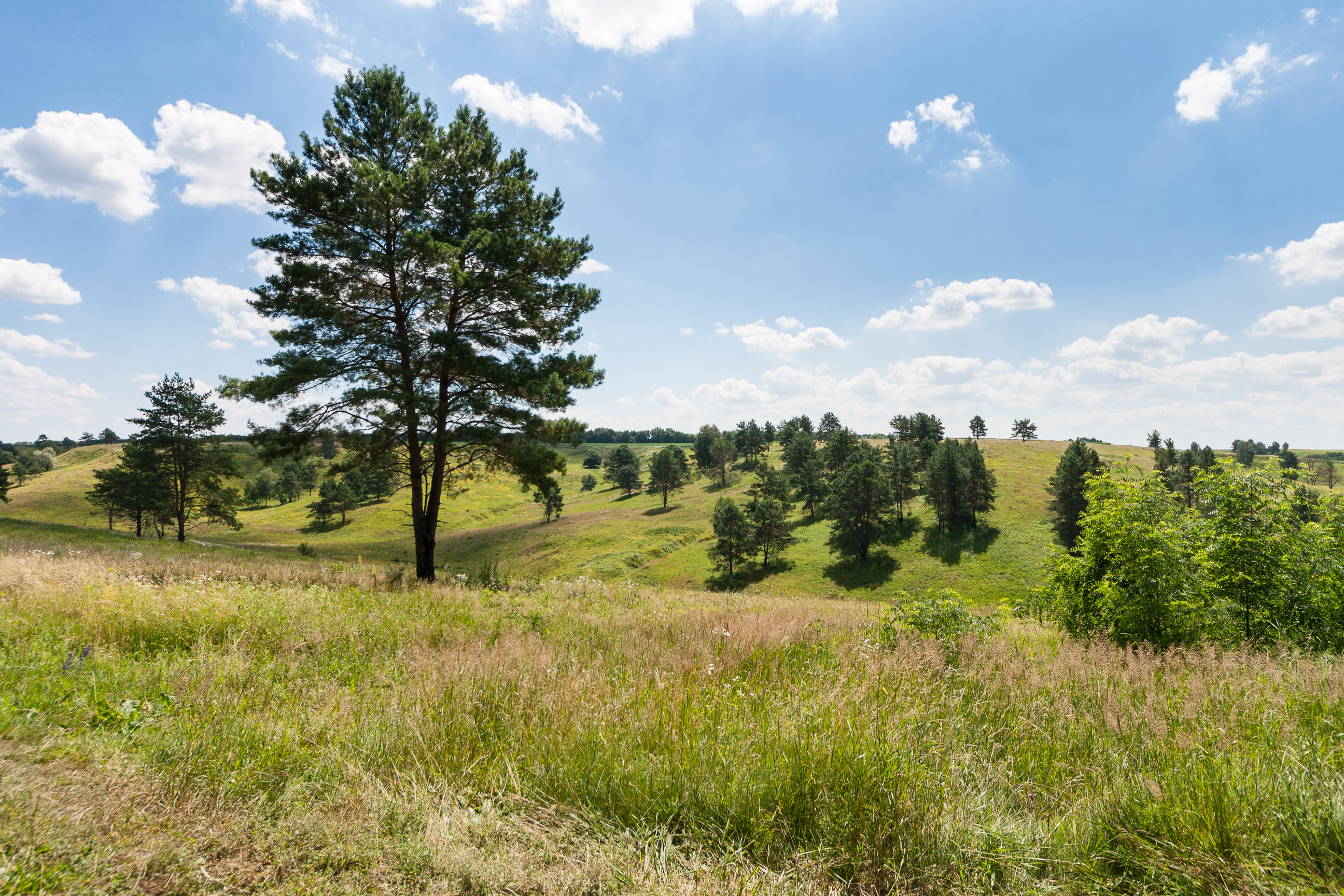
Заказник Васильківські Карпати неподалік Рославичей

У 1832 році після реорганізації освіти у Правобережній Україні, через непокору, було вбито більшу частину населення та спалили більшу частину села. В середині ХІХ ст. в Рословичах оселилися Крицькі, які і почали поступово відновлювати село.
У 1922 році в селі Рославичі була створена комуна «Сонечко», яку очолив С.В. Наливайко. Члени комуни побудували спільний будинок на 9 квартир, що дозволило кожній родині отримати окреме житло. Також були зведені амбар, їдальня, клуня, корівник, свинарник та млин із двигуном. Вся худоба (корови, свині, коні, кури) була усуспільнена. На початковому етапі комуна мала 20 коней і 10 корів. У 1925 році господарство отримало перший трактор марки «Фордзон».
Члени комуни працювали в полі від світанку до сутінків. Продукти і товари розподілялися за пайовою системою: харчувалися у спільній їдальні, а за бажанням могли брати продукти з комори відповідно до свого паю. З суспільної кладової можна було отримати молоко, сало, борошно чи мануфактуру. Комуна була показовим господарством, і в 1926–1928 роках до неї приєдналися ще дев’ять господарів.
У 1927 році в селі заснували артіль СОЗ під назвою «Зірка», яка відіграла важливу роль у підготовці до масової колективізації. Очолював артіль О.Г. Тугай. У 1930 році розпочалася масова колективізація, і був створений колгосп «Зоря комунізму». Проте комуна продовжувала існувати окремо до 1933 року, коли вона злилася з колгоспом під спільною назвою «Зоря комунізму». Першим головою об’єднаного господарства став Назаренко Іван із Великої Вільшанки, який очолював колгосп до 1938 року.
У селі діяла партійна організація, заснована ще у 1921 році. Першим її секретарем був Крицький Устим Кононович, який загинув у 1937 році під час сталінських репресій.
У 1932–1933 роках село постраждало від Голодомору, штучно створеного радянською владою. Цей період був позначений масовими смертями, голодом і навіть випадками людожерства. За свідченнями очевидців, серед яких були Величко П.О. (1923 р.н.), Гірченко І.Ф. (1926 р.н.) та Максименко К.М. (1925 р.н.), встановлено 11 імен загиблих жителів села. Мартиролог жертв Голодомору 1932–1933 років був укладений у 2008 році завідувачкою клубу села Рославичі Грушею В.Д. на основі цих свідчень.
У селі є 5-ть братських могил закатованих Голодомором. Відомо про 22 жертв з яких 9 - діти.
В німецько-радянській війні під час битви за Київ в Рословичах проходила одна з основних ліній оборони. Ліси та пагорби були придатні до цього. Майже ніхто з солдатів не відступив з тої лінії оборони. Під час штурму був знищений цвинтар, де німці і поховали своїх солдатів. Під час Київської наступальної операції село було повернуто від нацистських загарбників до довоєнних військ РСЧА.
29 травня 2022 року 140 вірян УПЦ (МП) Спасо-Преображенської парафії проголосували за приєднання до Православної Церкви України. Із травня 2023 року парафією опікується ієрей Іван Петрущак у складі Переяславсько-Вишневської єпархії ПЦУ. При парафії діє недільна школа.

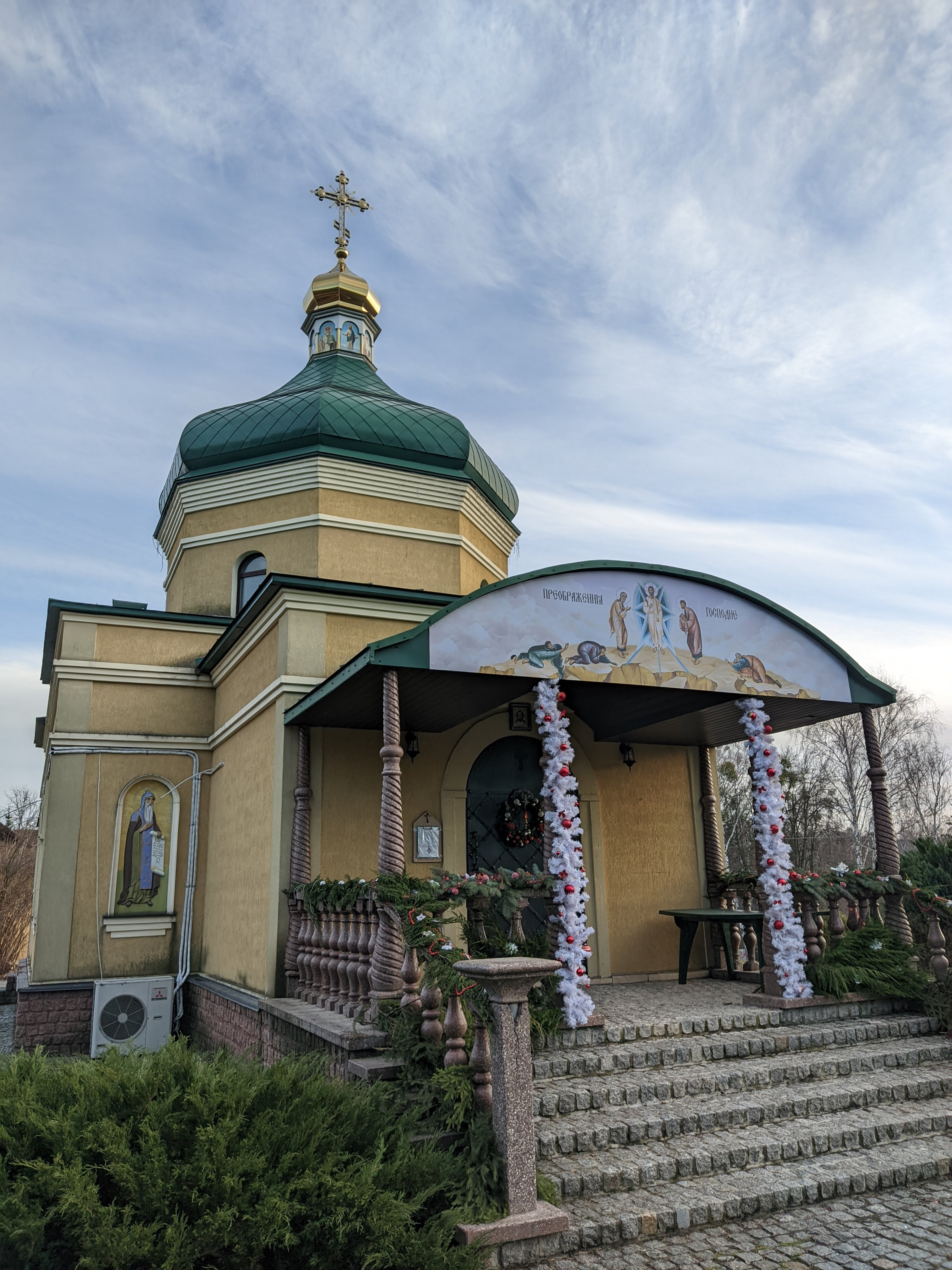
Храм Преображення Господнього ПЦУ в Рославичах.

## Пам'ятки
Васильківські Карпати — ландшафтний заказник місцевого значення.